# ICY
ICY was de eerste IJslandse songfestivalkandidaat in 1986. Het land deed toen pas mee omdat ze toen pas over de nodige knowhow beschikten om het festival te kunnen organiseren, wat tot op heden nog niet nodig is geweest.
Pálmi Gunnarsson won de IJslandse preselectie Söngvakeppnin met het lied Gleðibankinn, voor het Eurovisiesongfestival kreeg hij nog versterking van Eiríkur Hauksson en Helga Möller. Veel heeft het niet uitgehaald want de groep eindigde 16de met 19 punten.
1986: ICY · 
1987: Halla Margrét · 
1988: Beathoven · 
1989: Daníel Ágúst · 
1990: Stjórnin · 
1991: Stefán & Eyfi · 
1992: Heart 2 Heart · 
1993: Inga · 
1994: Sigga · 
1995: Bo Halldórsson · 
1996: Anna Mjöll · 
1997: Paul Oscar · 
1999: Selma · 
2000: August & Telma · 
2001: Two Tricky · 
2003: Birgitta · 
2004: Jónsi · 
2005: Selma · 
2006: Silvia Night · 
2007: Eiríkur Hauksson · 
2008: Euroband · 
2009: Yohanna · 
2010: Hera Björk · 
2011: Sigurjón's Friends · 
2012: Gréta Salóme & Jónsi · 
2013: Eyþór Ingi Gunnlaugsson · 
2014: Pollapönk · 
2015: María Ólafsdóttir · 
2016: Gréta Salóme · 
2017: Svala · 
2018: Ari Ólafsson · 
2019: Hatari · 
2021: Daði & Gagnamagnið · 
2022: Systur · 
2023: Diljá · 
2024: Hera Björk · 
2025: Væb